# Babe I'm Gonna Leave You/How Many More Times
Babe I'm Gonna Leave You/How Many More Times è un singolo discografico della band britannica Led Zeppelin, pubblicato nel 1970 in Grecia.

## Tracce
1. Babe I'm Gonna Leave You – 6:37 (brano tradizionale)
2. How Many More Times – 3:17 (Jimmy Page, John Paul Jones e John Bonham)

## Brani

### How Many More Times
Oltre che sul singolo venne pubblicato nel primo album in studio del gruppo, Led Zeppelin. Il brano è stato scritto da John Bonham, John Paul Jones Jimmy Page e Robert Plant (aggiunto in seguito ai crediti) e prodotto da Page. Esso è stato registrato presso gli Olympic Studios di Londra nell'ottobre 1968.

## Formazione
- Robert Plant – voce
- Jimmy Page – chitarra
- John Paul Jones – basso
- John Bonham – batteria